# Донорство органів і тканин
До́нор (від лат. dono — дарую) — людина, яка добровільно дає частину своєї крові для переливання пацієнтам (реципієнтам) чи для готування лікувальних препаратів, а також свою тканину (наприклад, шкіру) чи орган (наприклад, нирку) для пересаджування (трансплантації) іншим особам. Також до цього поняття відносять донорство яйцеклітини чи сперми.

## Види
Існує поняття трупне донорство, "емоційне донорство" (донором  може стати жива людина) та "чорне донорство". 
Донорами зазвичай бувають рідні люди, адже їх органи, кров та ін. найбільш сумісні з організмом реципієнта.

## Опис
Донора необхідно підбирати для пацієнта, або при наймі перевіряти їх сумісність у визначеному напрямку.
Також до донора існує ряд вимог, залежно від об'єкта донорства.
Наприклад, донором крові в Україні може бути:
- здорова людина
- вік від 18 років
- вага від 50 кг
- відсутність кровотечі чи здавання крові впродовж 2-3 місяців попередньо
- наявність паспорта
- …[1]

Вимог насправді є багато, їх усі знає лікар, який обстежує ймовірного донора перед здачею крові чи її компонентів.
Підбір пари Донор-Реципієнт при трансплантації органу, що вилучається у посмертного донора, здійснюється через Єдину державну інформаційну систему трансплантації органів та тканин (ЄДІСТ) в автоматичному режимі — це єдиний інформаційний простір для налагодження нової системи трансплантації.